# Helen Montilla Santos
Helen Montilla Santos (Barcelona, 4 de desembre de 1969) és una regatista catalana.>
Destacada regatista, com a membre del Club Natació Lloret, destacà en la modalitat Europa, en la qual va ser olímpica als Jocs Olímpics d'Estiu de 1996 a Atlanta. Entre els anys 1988 i 2000 participà també en Campionats Europeus i Mundials. Fou set vegades campiona d'Espanya (1989, 1990, 1995-99), va guanyar el campionat d'Europa de la classe Europa que es va disputar a l'Escala el 2007, i de Catalunya el 1995 i el 2000. L'any 2000 també fou campiona del món màster.